# Халциды
Халциды, или веретенообразные сцинки, или цилиндрические сцинки, или вальковатые ящерицы (лат. Chalcides) — род ящериц из семейства сцинковых.

## Описание
Ящерицы с короткими пятипалыми конечностями. У некоторых видов количество пальцев редуцировано до 1—3. Глаза покрыты подвижными веками. Нижнее веко с прозрачным окошком. Слуховое отверстие открыто. Барабанная перепонка погружена и лежит на дне слухового прохода. Ноздря расположена между межчелюстным и маленьким носовым щитками.

## Распространение
Халциды распространены от Канарских островов на западе, в Южной Европе, северной части Африки и в Азии до Пакистана на востоке.
На территории бывшего СССР представлен один вид этого рода — глазчатый халцид (Chalcides ocellatus), который встречается на юге Туркмении.

## Классификация
Род включает 32 вида:
- Chalcides armitagei — гамбийский халцид
- Chalcides bedriagai — халцид Бедряги
- Chalcides bottegi
- Chalcides boulengeri
- Chalcides chalcides — трёхпалый халцид (трёхпалый сепс)
- Chalcides coeruleopunctatus
- Chalcides colosii — халцид Колоси
- Chalcides delislei
- Chalcides ebneri — халцид Эбнера
- Chalcides guentheri — халцид Гюнтера (турецкий халцид)
- Chalcides lanzai
- Chalcides levitoni — арабский халцид (халцид Левитона)
- Chalcides manueli
- Chalcides mauritanicus — береговой халцид
- Chalcides mertensi
- Chalcides minutus
- Chalcides mionecton — марокканский халцид
- Chalcides montanus
- Chalcides ocellatus — глазчатый халцид (тилигугу)
- Chalcides parallelus
- Chalcides pentadactylus — индийский халцид
- Chalcides polylepis — многочешуйный халцид
- Chalcides pseudostriatus
- Chalcides pulchellus
- Chalcides ragazzii — сомалийский халцид
- Chalcides sepsoides
- Chalcides sexlineatus
- Chalcides simonyi
- Chalcides sphenopsiformis
- Chalcides striatus
- Chalcides thierryi
- Chalcides viridanus — канарский халцид

## Галерея

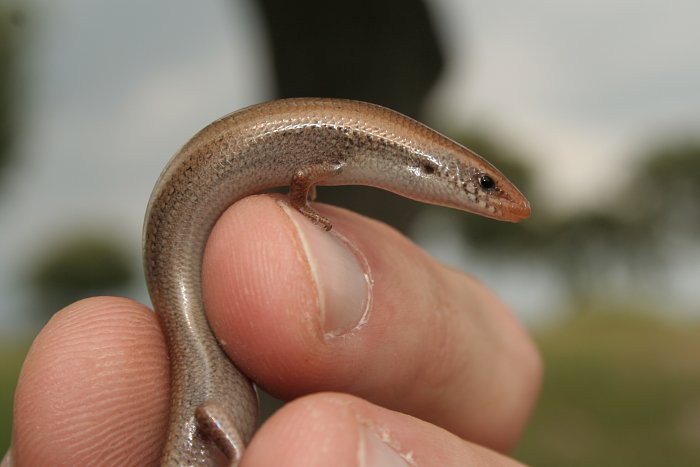
Халцид Бедряги — эндемик Иберийского полуострова
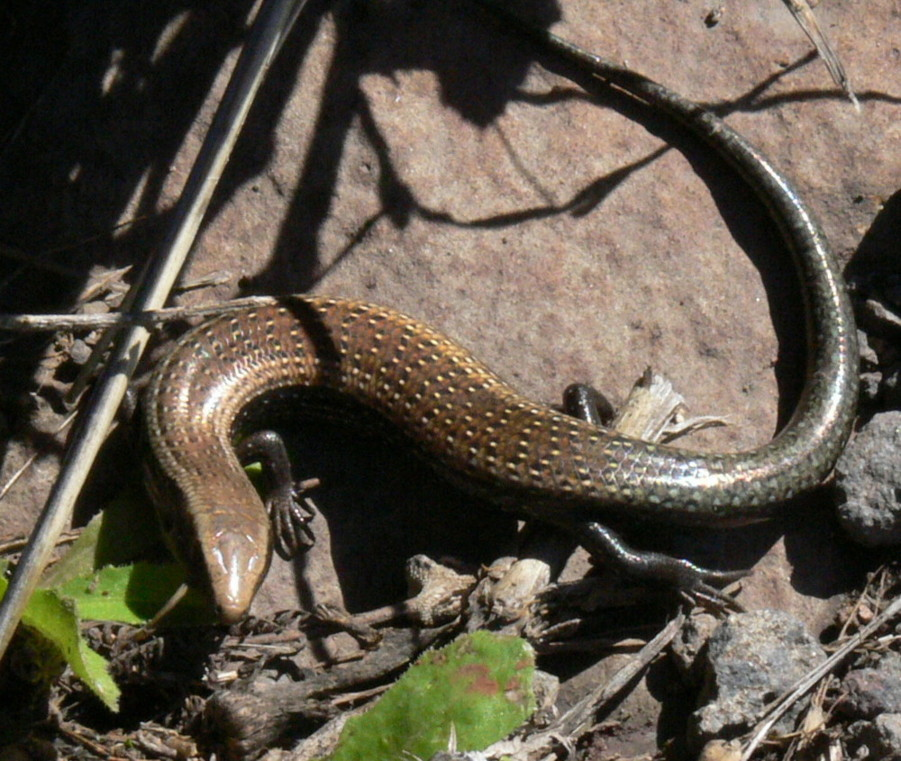
Chalcides coeruleopunctatus — эндемик Канарских островов
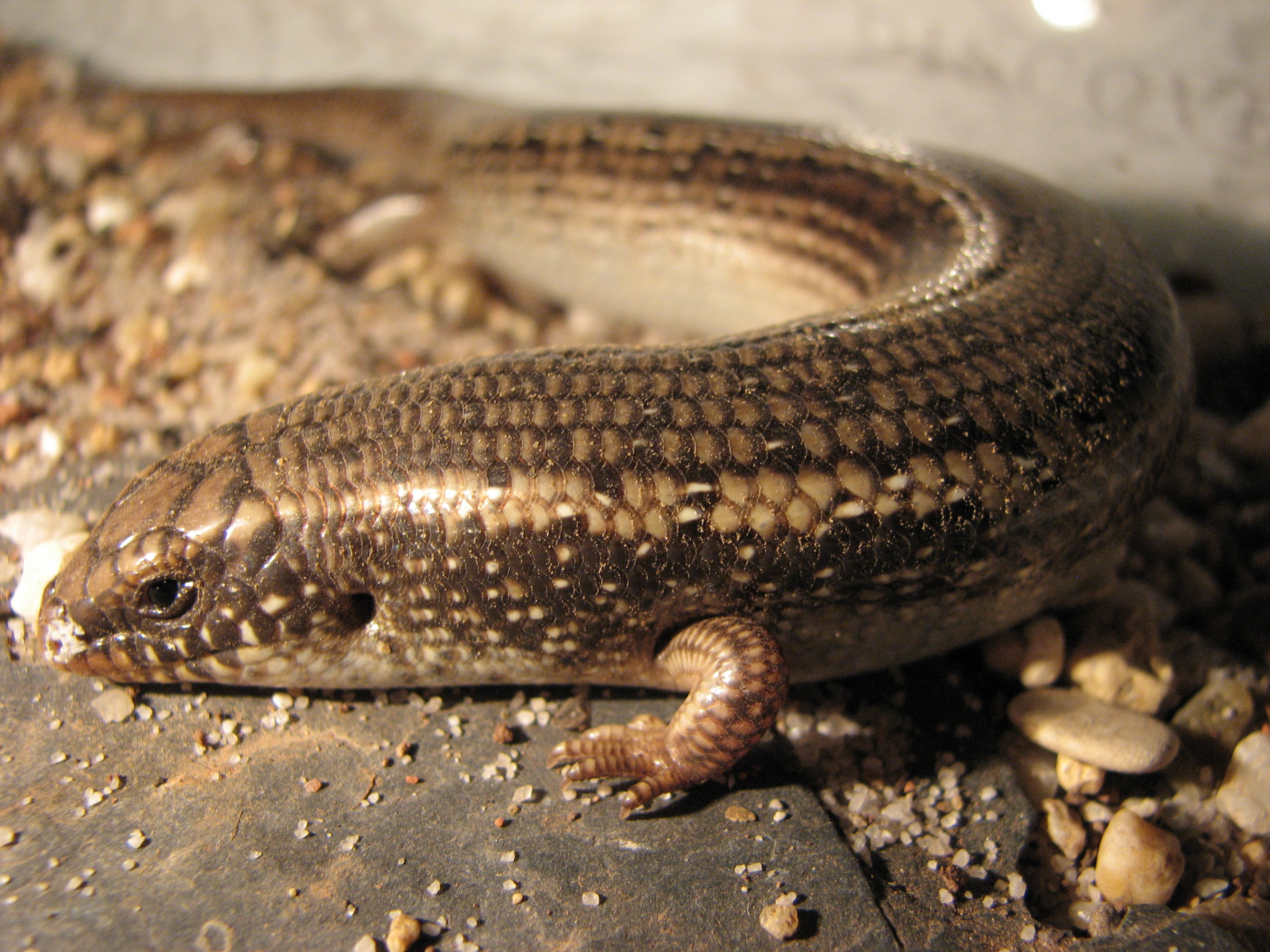
Глазчатый халцид распространён от Марокко и Италии на западе до Пакистана на востоке
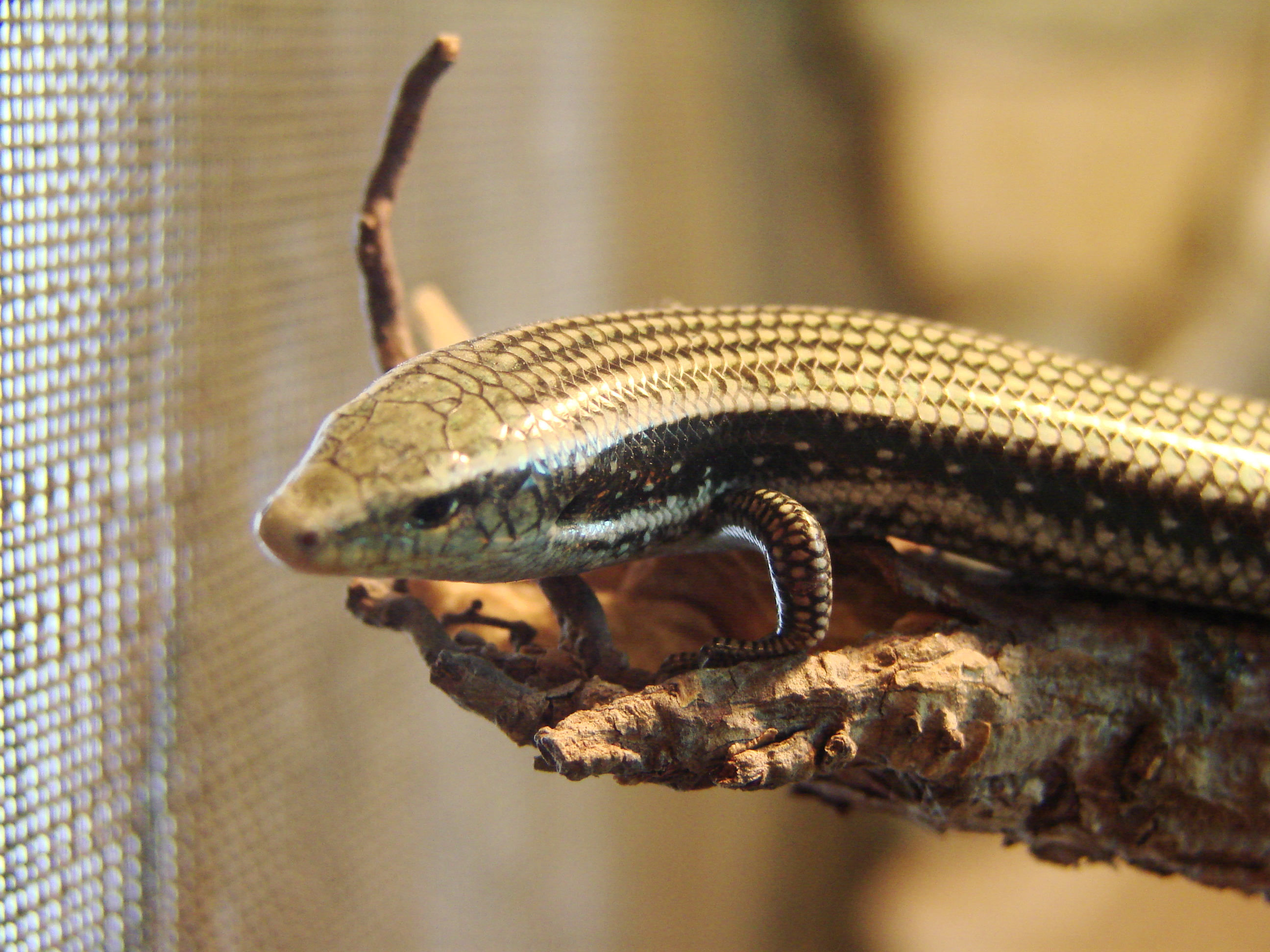
Chalcides sexlineatus — эндемик острова Гран-Канария
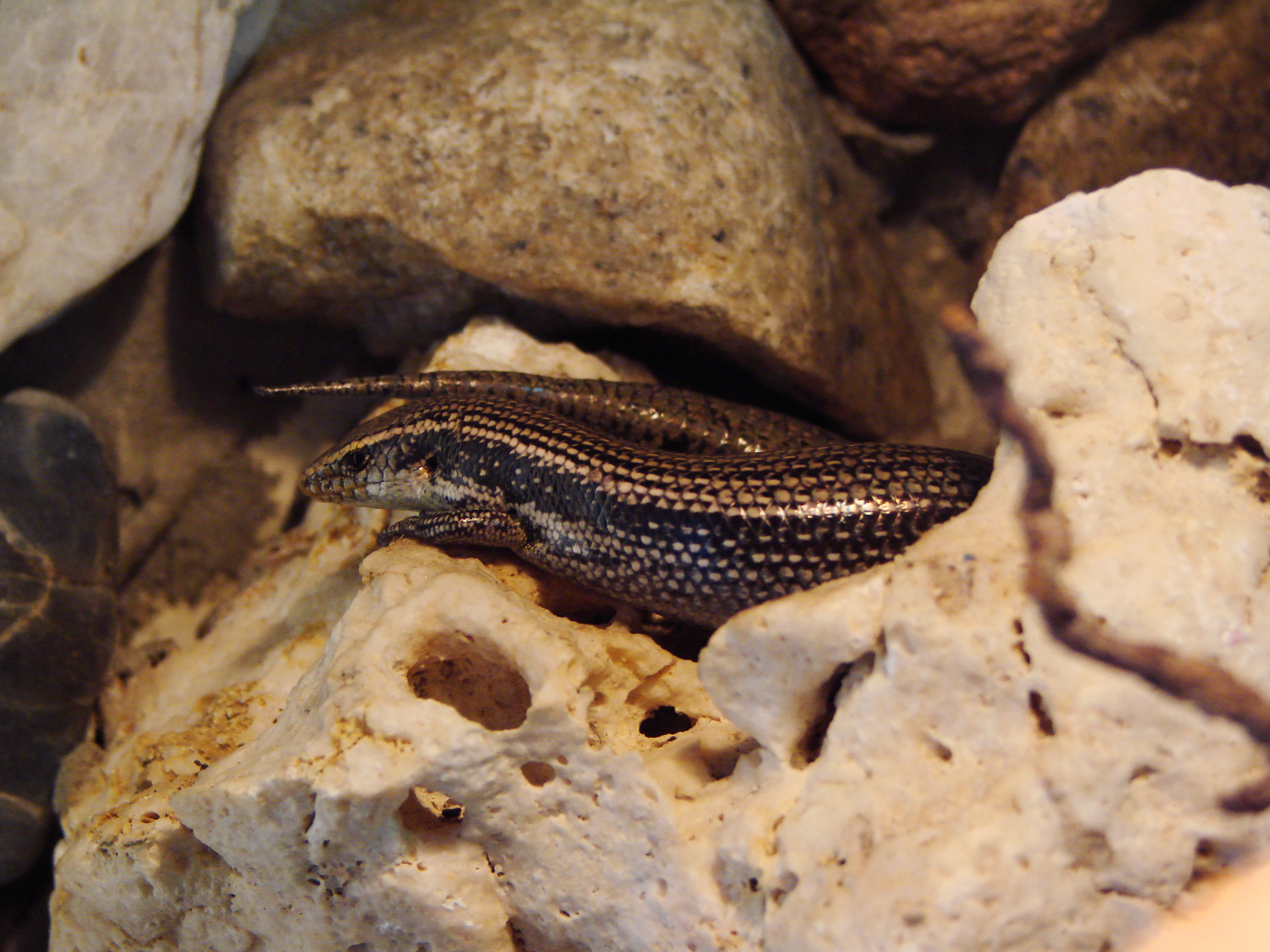
Канарский халцид — эндемик Канарских островов
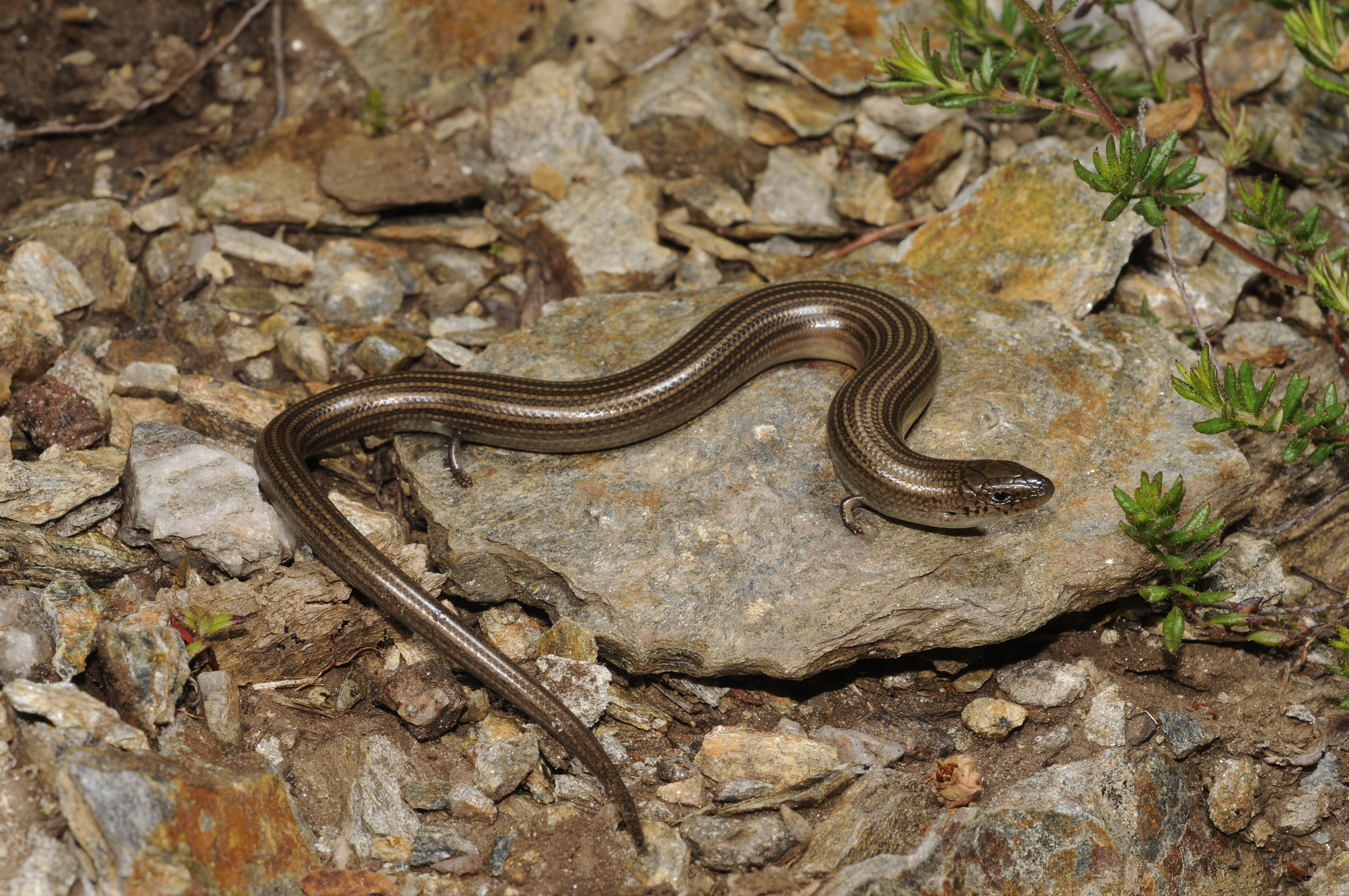
Chalcides striatus обитает в Португалии, Испании, на юге Франции